# John Pope-Hennessy
Pour les articles homonymes, voir Hennessy (homonymie).
Ne doit pas être confondu avec son grand-père John Pope Hennessy
John Wyndham Pope-Hennessy, né à Belgravia en Londres le 13 décembre 1913 et mort à Florence le 31 octobre 1994, est un historien de l'art, conservateur et directeur de musées. Spécialiste de la Renaissance italienne, il fut le directeur du Victoria and Albert Museum (1967-1973), puis du British Museum (1974-1976).

## Biographie

### Origines

#### Famille

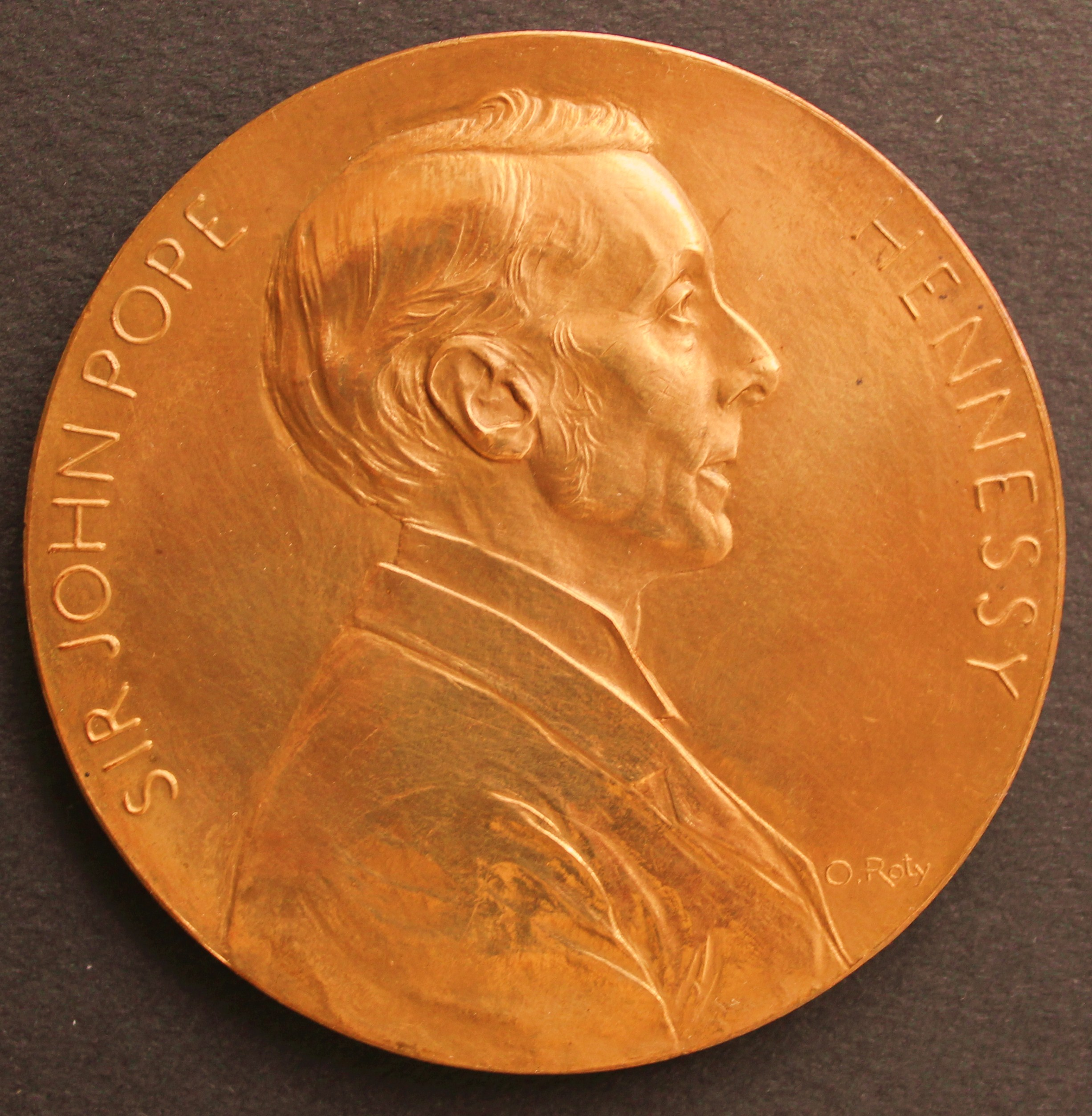
Médaille de John Pope Hennessy (1834-1891) gouverneur de Hong Kong et de l'île Maurice par Oscar Roty

La famille de John Pope-Hennessy, catholique et d'origine irlandaise, compte plusieurs personnalités connues. Son grand-père paternel, lui-même nommé John Pope Hennessy (1834-1891), député conservateur au Parlement britannique, occupa les fonctions de gouverneur de Hong Kong (1877-1882) puis de l'île Maurice britannique. Une artère importante du centre de Hong Kong porte son nom en souvenir de l'autonomie financière et juridique qu'il a accordée à la population chinoise et qui contribua à l'essor économique de la ville.
Le général Richard Pope-Hennessy (1875-1942), fils du gouverneur, épousa en 1910 Una Birch (1876-1949). Celle-ci publia sous son nom de jeune fille un certain nombre d'ouvrages parmi lesquels des biographies de Madame Roland, de Walter Scott, de Charles Dickens et d'Edgar Allan Poe, ainsi qu'un essai sur les sociétés secrètes pendant la Révolution française.
Sir Richard et Dame Una Pope-Hennessy eurent deux fils : John, l'historien de l'art, et James. Le cadet, James, écrivain et auteur d'une biographie de la reine Mary, épouse de George V, fut victime d'un fait divers et mourut assassiné.

#### Années de jeunesse

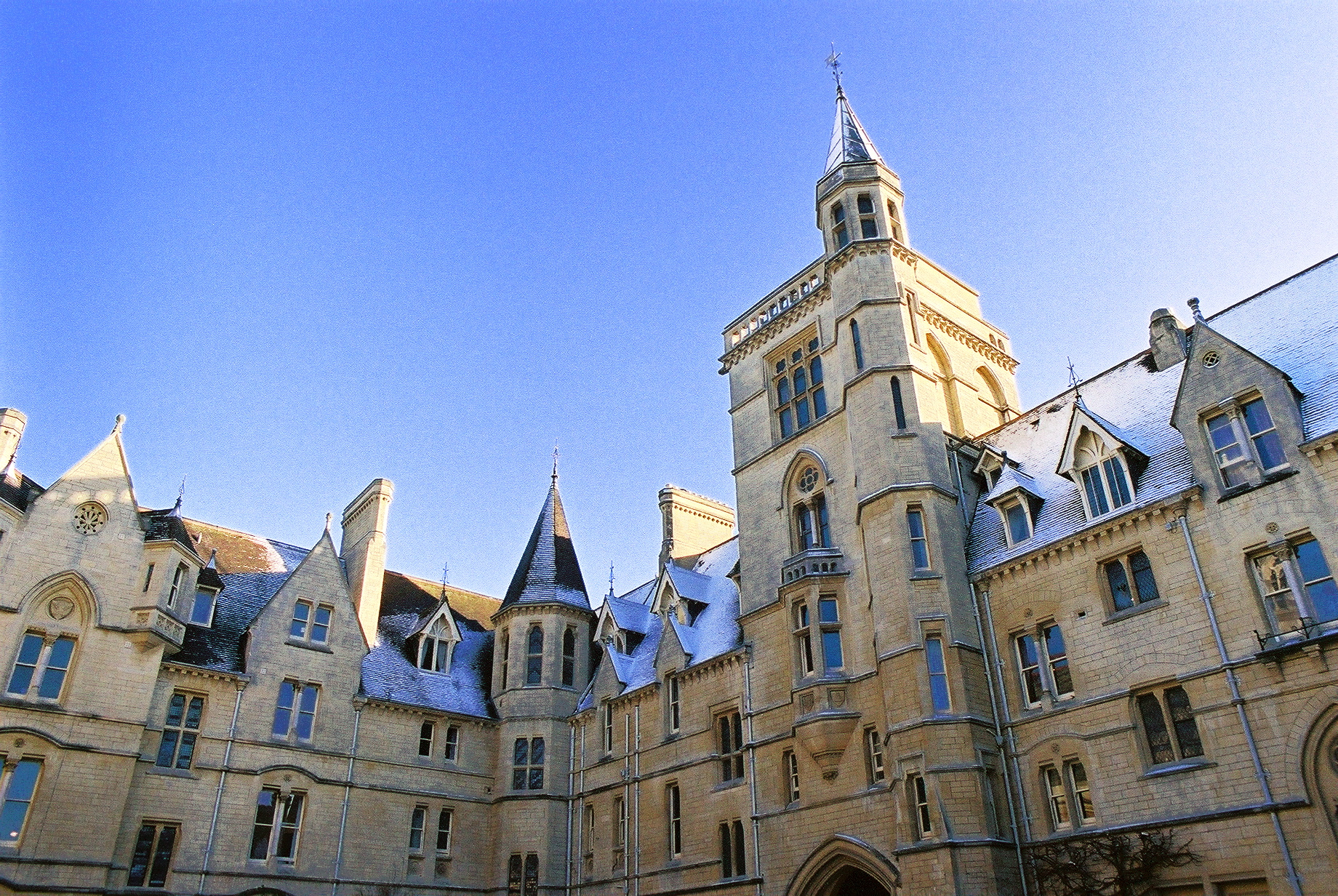
Balliol College, Oxford

Né à Londres dans le quartier de Belgravia le 13 décembre 1913, John Pope-Hennessy passe ses premières années à Washington, où son père est attaché militaire à l'ambassade britannique. Puis il poursuit ses études au collège de Downside, près de Bath, dans le Somerset. Fondé au XVIIe siècle par des moines bénédictins, Downside est l'un des plus célèbres collèges catholiques d'Angleterre. Quelques années plus tard, l'établissement accueillera notamment Auberon Waugh, le fils aîné d'Evelyn Waugh, qui en décrira l'atmosphère traditionnelle, avec « le costume réglementaire, manteau noir, veste noire, pantalon rayé, col cassé blanc et cravate noire », dans son autobiographie Mémoires d'un gentleman excentrique.
Pope-Hennessy s'inscrit ensuite à Balliol College, à l'université d'Oxford, où il étudie l'histoire moderne. À Oxford, il fait la connaissance de l'historien de l'art Kenneth Clark, qui deviendra son mentor. Cette rencontre a lieu grâce à un ami de sa famille, l'essayiste américain Logan Pearsall Smith (1865-1946), disciple de Walter Pater. (Smith offre également la particularité d'être, de par le mariage de ses sœurs, le beau-frère de Bertrand Russell et de Bernard Berenson.) Enfin, Pope-Hennessy complète sa formation à l'Ashmolean Museum d'Oxford.

### Carrière

#### Les débuts

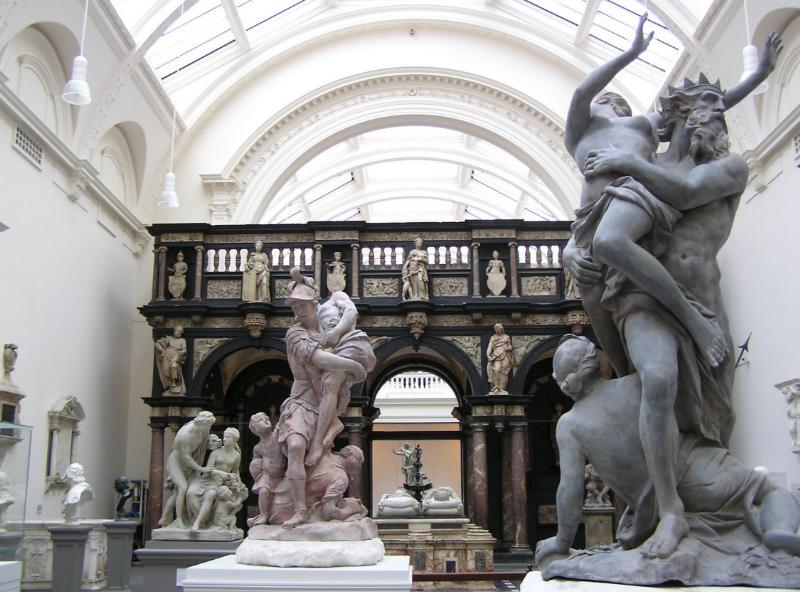
La galerie des répliques, Victoria and Albert Museum

Il parcourt l'Europe continentale durant l'année 1935-1936, visitant musées, galeries et collections privées, voyage au cours duquel il rencontre Bernard Berenson. 
Dès son retour à Londres, en 1936, il commence à collaborer au Burlington Magazine, la prestigieuse revue d'art fondée en 1903 par un groupe d'artistes, de critiques et de collectionneurs, dont Bernard Berenson et Roger Fry. Il y reçoit les encouragements de son rédacteur en chef, le grand critique Herbert Read (1893-1968). La même année, il postule pour un emploi à la National Gallery de Londres, mais sans succès.
En 1937, il publie son premier livre, consacré à Giovanni di Paolo, et le dédie à Kenneth Clark. Deux ans plus tard, il publie un ouvrage sur Sassetta. Entre-temps, il est devenu responsable du département des gravures au Victoria and Albert Museum.
Pendant la Seconde Guerre mondiale, il travaille pour le ministère de l'Air dans le cadre de la défense nationale. Puis, au lendemain du conflit, il retourne sur le continent européen pour visiter le Salon d'automne de Paris, qui lui inspirera des articles sur Matisse et Picasso.

#### L'enseignement
Il est nommé responsable du département des sculptures du Victoria and Albert Museum.
En 1956, il occupe la chaire Slade à l'université d'Oxford, destinée à l'enseignement des beaux-arts et fondée en 1869 dans trois universités différentes : Oxford, Cambridge et Londres. La chaire Slade d'Oxford est surnommée « chaire John Ruskin » en souvenir de son premier titulaire. Quelques années plus tard, en 1961, Kenneth Clark sera l'un des successeurs de Pope-Hennessy, suivi par Anthony Blunt en 1962.
En 1964, Pope-Hennessy occupe cette fois la chaire Slade de l'université de Cambridge. Son successeur, en 1965, sera Anthony Blunt.

#### L'apogée

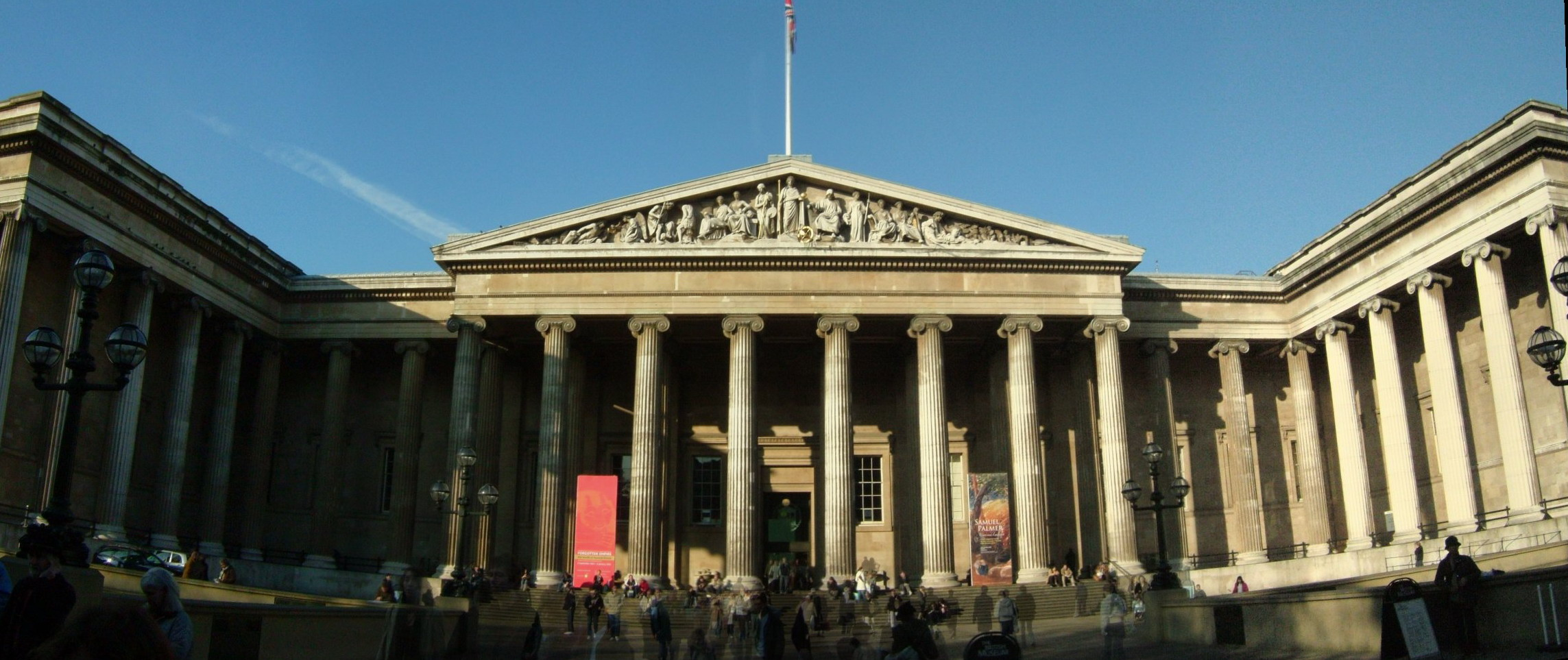
Le British Museum

Pope-Hennessy prend la tête du Victoria and Albert Museum entre 1967 et 1973 avant d'accepter la direction du British Museum de 1974 1976. Cependant, traumatisé par l'assassinat de son frère James, il quitte le musée et part s'installer en Toscane. Il y reçoit une offre de la part du Metropolitan Museum of Art et émigre à New York où, en plus de diriger le département de la peinture européenne, il enseigne à la New York University Institute of Fine Arts. Durant cette période, il reconnaît avoir été trompé par l'artiste Eric Hebborn qui était parvenu à imiter des dessins de l'époque maniériste.
Il se retire à l'âge de 75 ans et retourne à Florence où il meurt 5 ans plus tard. Il repose au cimetière Evangelico degli Allori à Galluzzo.

## Ouvrages
- Cellini, Rizzoli
- Titien, Gallimard
- Tiziano, Electa
- The Piero della Francesca trail, Little Bookroom
- An introduction to Italian sculpture, Phaidon
- Italian gothic sculpture, Phaidon
- Donatello: Sculptor, Abbeville Press
- Paradiso: The Illuminations to Dante's Divine Comedy by Giovanni di Paolo, Random House

### Articles connexes

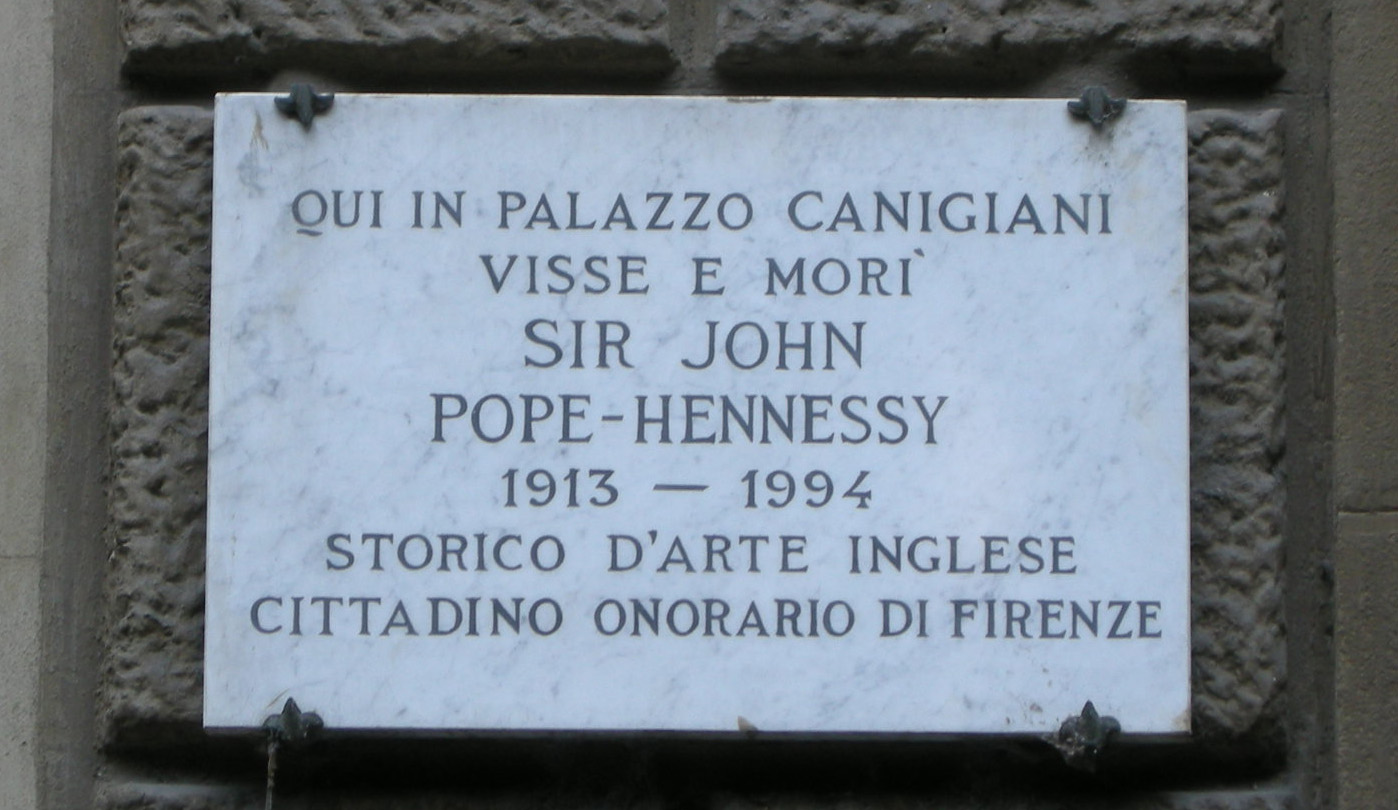
Plaque commémorative à Florence